# Đại hội toàn quốc Mặt trận Tổ quốc Việt Nam
Đại hội Đại biểu Toàn quốc Mặt trận Tổ quốc Việt Nam là cơ quan hiệp thương cao nhất của Mặt trận Tổ quốc Việt Nam toàn quốc được tổ chức 5 năm một lần do Ủy ban Trung ương Mặt trận Tổ quốc Việt Nam triệu tập. Đại hội Đại biểu Toàn quốc được triệu tập khi Ủy ban Trung ương Mặt trận Tổ quốc Việt Nam xét thấy cần thiết hoặc có hơn 2/3 Ủy ban Mặt trận Tổ quốc các tỉnh kiến nghị. Quy chế bầu cử và địa điểm tổ chức do Ủy ban Trung ương Mặt trận Tổ quốc Việt Nam quyết định.

## Đại hội Đại biểu các cấp
Tại các cấp địa phương, Ủy ban Mặt trận Tổ quốc Việt Nam cấp tương ứng sẽ tiến hành tổ chức triệu tập Đại hội Đại biểu Mặt trận Tổ quốc Việt Nam cấp tương ứng với nhiệm kỳ 5 năm.
Đại hội Mặt trận Tổ quốc Việt Nam các cấp có nhiệm vụ:
- Thảo luận và thông qua báo cáo nhiệm kỳ của Ủy ban Mặt trận Tổ quốc Việt Nam và Chương trình hành động của Mặt trận Tổ quốc Việt Nam cấp mình nhiệm kỳ mới;
- Góp ý kiến vào dự thảo báo cáo, Chương trình hành động của Mặt trận Tổ quốc Việt Nam cấp trên trực tiếp và sửa đổi Điều lệ Mặt trận Tổ quốc Việt Nam (nếu có);
- Hiệp thương cử ra Ủy ban Mặt trận Tổ quốc Việt Nam cấp mình;
- Hiệp thương cử đại biểu đi dự Đại hội Mặt trậnTổ quốc Việt Nam cấp trên trực tiếp;
- Thông qua nghị quyết đại hội.

Dưới cấp toàn quốc có Đại hội Đại biểu Mặt trận Tổ quốc Việt Nam tỉnh và Đại hội Đại biểu Mặt trận Tổ quốc Việt Nam thành phố Trực thuộc Trung ương.

## Nhiệm vụ
Đại hội Đại biểu Toàn quốc Mặt trận Tổ quốc Việt Nam có nhiệm vụ sau:
- Thảo luận và thông qua báo cáo nhiệm kỳ của Ủy ban Trung ương Mặt trận Tổ quốc Việt Nam và Chương trình hành động của Mặt trận Tổ quốc Việt Nam nhiệm kỳ mới;
- Sửa đổi, bổ sung Điều lệ Mặt trận Tổ quốc Việt Nam;
- Hiệp thương dân chủ cử ra Ủy ban Trung ương Mặt trận Tổ quốc Việt Nam;
- Thông qua nghị quyết đại hội.

## Danh sách Đại hội Đại biểu toàn quốc
| Đại hội lần thứ | Thời gian       | Địa điểm                                    | Nhân sự cao cấp  | Nhân sự cao cấp   | Ban Thường trực | Đoàn Chủ tịch | Ủy ban Trung ương | Ghi chú |
| --------------- | --------------- | ------------------------------------------- | ---------------- | ----------------- | --------------- | ------------- | ----------------- | ------- |
| I               | 31/1 - 4/2/1977 | Hội trường Thống nhất Thành phố Hồ Chí Minh | Chủ tịch Danh dự | Tôn Đức Thắng     | 7 Ủy viên       | 45 Ủy viên    | 191 Ủy viên       |         |
| I               | 31/1 - 4/2/1977 | Hội trường Thống nhất Thành phố Hồ Chí Minh | Chủ tịch         | Hoàng Quốc Việt   | 7 Ủy viên       | 45 Ủy viên    | 191 Ủy viên       |         |
| I               | 31/1 - 4/2/1977 | Hội trường Thống nhất Thành phố Hồ Chí Minh | Tổng Thư ký      | Nguyễn Văn Tiến   | 7 Ủy viên       | 45 Ủy viên    | 191 Ủy viên       |         |
| II              | 12 - 14/5/1983  | Hội trường Ba Đình Hà Nội                   | Chủ tịch Danh dự | Hoàng Quốc Việt   | 8 Ủy viên       | 45 Ủy viên    | 184 Ủy viên       |         |
| II              | 12 - 14/5/1983  | Hội trường Ba Đình Hà Nội                   | Chủ tịch         | Huỳnh Tấn Phát    | 8 Ủy viên       | 45 Ủy viên    | 184 Ủy viên       |         |
| II              | 12 - 14/5/1983  | Hội trường Ba Đình Hà Nội                   | Tổng Thư ký      | Nguyễn Văn Tiến   | 8 Ủy viên       | 45 Ủy viên    | 184 Ủy viên       |         |
| III             | 2 - 4/11/1988   | Hội trường Ba Đình Hà Nội                   | Chủ tịch Danh dự | Hoàng Quốc Việt   | 6 Ủy viên       | 30 Ủy viên    | 166 Ủy viên       |         |
| III             | 2 - 4/11/1988   | Hội trường Ba Đình Hà Nội                   | Chủ tịch         | Nguyễn Hữu Thọ    | 6 Ủy viên       | 30 Ủy viên    | 166 Ủy viên       |         |
| III             | 2 - 4/11/1988   | Hội trường Ba Đình Hà Nội                   | Phó Chủ tịch     | Phan Anh          | 6 Ủy viên       | 30 Ủy viên    | 166 Ủy viên       |         |
| III             | 2 - 4/11/1988   | Hội trường Ba Đình Hà Nội                   | Tổng Thư ký      | Phạm Văn Kiết     | 6 Ủy viên       | 30 Ủy viên    | 166 Ủy viên       |         |
| IV              | 17 - 19/8/1994  | Hội trường Ba Đình Hà Nội                   | Chủ tịch Danh dự | Nguyễn Hữu Thọ    | 7 Ủy viên       | 40 Ủy viên    | 206 Ủy viên       |         |
| IV              | 17 - 19/8/1994  | Hội trường Ba Đình Hà Nội                   | Chủ tịch         | Lê Quang Đạo      | 7 Ủy viên       | 40 Ủy viên    | 206 Ủy viên       |         |
| IV              | 17 - 19/8/1994  | Hội trường Ba Đình Hà Nội                   | Tổng Thư ký      | Trần Văn Đăng     | 7 Ủy viên       | 40 Ủy viên    | 206 Ủy viên       |         |
| V               | 26 - 28/8/1999  | Hội trường Ba Đình Hà Nội                   | Chủ tịch         | Phạm Thế Duyệt    | 9 Ủy viên       | 45 Ủy viên    | 253 Ủy viên       |         |
| V               | 26 - 28/8/1999  | Hội trường Ba Đình Hà Nội                   | Tổng Thư ký      | Trần Văn Đăng     | 9 Ủy viên       | 45 Ủy viên    | 253 Ủy viên       |         |
| VI              | 21 - 23/9/2004  | Hội trường Ba Đình Hà Nội                   | Chủ tịch         | Phạm Thế Duyệt    | 8 Ủy viên       | 52 Ủy viên    | 320 Ủy viên       |         |
| VI              | 21 - 23/9/2004  | Hội trường Ba Đình Hà Nội                   | Tổng Thư ký      | Huỳnh Đảm         | 8 Ủy viên       | 52 Ủy viên    | 320 Ủy viên       |         |
| VII             | 28 - 30/9/2009  | Trung tâm Hội nghị Quốc gia Hà Nội          | Chủ tịch         | Huỳnh Đảm         | 9 Ủy viên       | 58 Ủy viên    | 355 Ủy viên       |         |
| VII             | 28 - 30/9/2009  | Trung tâm Hội nghị Quốc gia Hà Nội          | Tổng Thư ký      | Vũ Trọng Kim      | 9 Ủy viên       | 58 Ủy viên    | 355 Ủy viên       |         |
| VIII            | 25 - 27/9/2014  | Trung tâm Hội nghị Quốc gia Hà Nội          | Chủ tịch         | Nguyễn Thiện Nhân | 6 Ủy viên       | 62 Ủy viên    | 383 Ủy viên       |         |
| VIII            | 25 - 27/9/2014  | Trung tâm Hội nghị Quốc gia Hà Nội          | Tổng Thư ký      | Vũ Trọng Kim      | 6 Ủy viên       | 62 Ủy viên    | 383 Ủy viên       |         |
| IX              | 18 - 20/9/2019  | Trung tâm Hội nghị Quốc gia Hà Nội          | Chủ tịch         | Trần Thanh Mẫn    | 6 Ủy viên       | 62 Ủy viên    | 385 Ủy viên       |         |
| IX              | 18 - 20/9/2019  | Trung tâm Hội nghị Quốc gia Hà Nội          | Tổng Thư ký      | Hầu A Lềnh        | 6 Ủy viên       | 62 Ủy viên    | 385 Ủy viên       |         |
| X               | 17 - 18/10/2024 | Trung tâm Hội nghị Quốc gia Hà Nội          | Chủ tịch         | Đỗ Văn Chiến      | 6 Ủy viên       | 72 Ủy viên    | 397 Ủy viên       |         |
| X               | 17 - 18/10/2024 | Trung tâm Hội nghị Quốc gia Hà Nội          | Tổng Thư ký      | Nguyễn Thị Thu Hà | 6 Ủy viên       | 72 Ủy viên    | 397 Ủy viên       |         |